# Христофоровка (Никопольский район)
Христофоровка (укр. Христофорівка) — село,
Лошкарёвский сельский совет,
Никопольский район,
Днепропетровская область,
Украина.
Код КОАТУУ — 1222983410. Население по переписи 2001 года составляло 107 человек.

## Географическое положение
Село Христофоровка находится на расстоянии в 2,5 км от села Головково и в 3-х км от села Лошкарёвка.